# Karl-Lothar Schulz

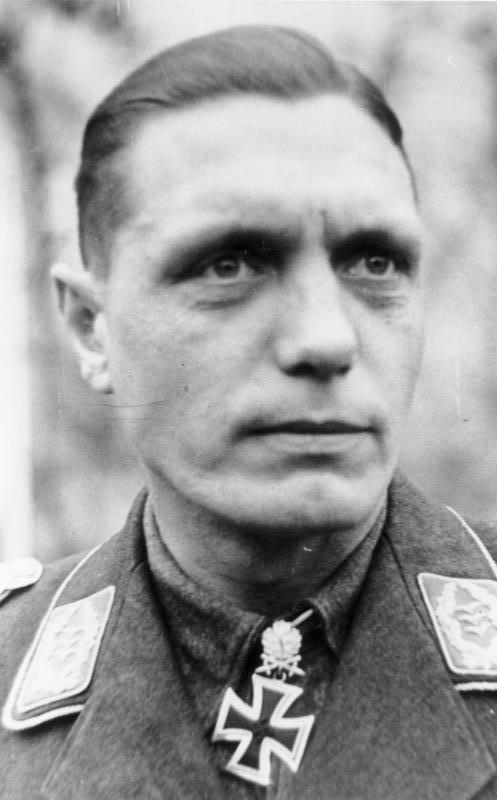
Karl-Lothar Schulz im April 1944 (Bildmontage – die Schwerter zum Eichenlaub erhielt er erst am 18. November 1944)

Karl-Lothar Schulz (* 30. April 1907 in Königsberg; † 26. September 1972 in Wiesbaden) war ein deutscher Offizier, zuletzt Generalmajor der Luftwaffe im Zweiten Weltkrieg.

## Militärische Biografie
Schulz trat am 1. Juni 1924 in das 1. (Preußisches) Artillerie-Regiment der Reichswehr ein, wo er bis Ende August 1925 Verwendung fand. Am 31. August 1925 trat Schulz mangels Karriereausblick aus dem Wehrdienst aus und wechselte zur Polizei über. Hier war er vom 13. Oktober 1925 bis 24. Februar 1933 zunächst Polizeianwärter, später Polizeioffiziersanwärter an der Polizeischule Brandenburg und kam anschließend zur Schutzpolizei Berlin. Während dieser Zeit erfolgten am 1. April 1927 seine Ernennung zum Polizeiwachtmeister und am 1. August 1930 die zum Polizeioberwachtmeister. Zum 25. Februar 1933 wechselte Schulz zur Polizei-Abteilung „Wecke“ z. b. V. über, die ab September 1935 zum Regiment General Göring umbenannt wurde. Hier stieg Schulz am 20. April 1934 zum Polizeileutnant sowie am 1. September 1935 zum Polizeioberleutnant auf.
Zum 1. Oktober 1935 trat Schulz, unter Ernennung zum Oberleutnant, zur Luftwaffe über. Er wurde als Zugführer eingesetzt und stieg über den Kompanieführer zum Chef der 15. (Pionier)Kompanie auf, dessen Posten er vom 1. Oktober 1935 bis Ende März 1938 innehielt. Am 1. März 1937 erfolgte seine Beförderung zum Hauptmann. Während dieser Zeit besuchte er von August bis September 1938 den Fallschirmschützen-Lehrgang in Stendal.
Mit Wirkung zum 1. April 1938 wurde Schulz als Kompaniechef im Fallschirmjäger-Regiment 1 eingesetzt. In dieser Funktion nahm er am Überfall auf Polen teil. Zum 1. Januar 1940 wurde er zum Kommandeur des III. Bataillons ernannt, das er bei der Unternehmung Weserübung führte. Unter anderem bei den Gefechten bei Dombås, wo er in norwegische Kriegsgefangenschaft geriet. Nach seiner Befreiung durch deutsche Entsatztruppen, wurde ihm für seine Leistungen am 24. Mai 1940 das Ritterkreuz des Eisernen Kreuzes verliehen. Anschließend führte er das Regiment im Westfeldzug, nach dessen Beendigung er am 19. Juli 1940 zum Major befördert wurde, sowie bei der Luftlandeschlacht um Kreta. Nach den dortigen Verlusten, wurde das Regiment zur Auffrischung nach Deutschland zurückverlegt und ab September 1941 am Nordabschnitt der Ostfront bei Leningrad eingesetzt. Am 17. April 1942 verließ Schulz das Bataillon und fungierte vom 18. April bis 3. Juni 1942 als stellvertretender (m.d.W.d.G.b.) Erster Generalstabsoffizier (Ia) im Stab der 7. Flieger-Division. Am 4. Juni 1942 wurde er zum Kommandeur des Fallschirmjäger-Regiments 1 ernannt, welches im Großraum Smolensk, dann Orel u. a. im Bandenkampf eingesetzt wurde. Hier wurde er am 26. Oktober 1942 zum Oberstleutnant und am 12. Oktober 1943 zum Oberst befördert und erhielt am 20. April 1944 das Eichenlaub zum Ritterkreuz verliehen. Am 17. November 1944 gab Schulz das Kommando des Regiments ab, für dessen Führung ihm am Folgetag die Schwerter zum Eichenlaub verliehen wurde. Am 18. November 1944, wurde Schulz mit der Führung der 1. Fallschirmjäger-Division beauftragt, die er auf dem italienischen Kriegsschauplatz bis Anfang Mai 1945 führte. Seine Beförderung zum Generalmajor hatte er bereits am 17. Januar 1945 erhalten. Am 3. Mai 1945 geriet er dort in US-amerikanische Kriegsgefangenschaft. Aus dieser wurde Schulz am 17. Oktober 1947 entlassen.

## Auszeichnungen
- Fallschirmschützenabzeichen der Luftwaffe 1938
- Eisernes Kreuz (1939) II. und I. Klasse am 12. Mai 1940
- Verwundetenabzeichen (1939) in Schwarz
- Ärmelband Kreta
- Deutsches Kreuz in Gold am 9. März 1942
- Ritterkreuz des Eisernen Kreuzes
  - Ritterkreuz am 24. Mai 1940
  - Eichenlaub am 20. April 1944 (459. Verleihung)
  - Schwerter am 18. November 1944 (112. Verleihung)